# Syndrome de Miller Fisher
 Mise en garde médicale
Le syndrome de Miller Fisher (ou syndrome de Fisher ou SMF), décrit en 1956 par le neurologue canadien éponyme Charles Miller Fisher, est une variante rare du syndrome de Guillain-Barré, comme lui d'origine auto-immune et qui touche de manière aiguë principalement plusieurs des nerfs crâniens impliqués dans les mouvements des yeux et plus accessoirement d'autres nerfs crâniens. Dans neuf cas sur dix, la présence d'auto-anticorps anti-gangliosides (anti-GQ1b), dirigés contre certains constituants de la myéline est détectée. Ce syndrome est parfois appelé polyradiculonévrite* crânienne  démyélinisante aigüe acquise (non chronique) auto-immune. [*Ou parfois, à partir du terme anglais :  « polyradiculoneuropathie inflammatoire »]. 
Dans sa forme classique, la plus fréquente, et dans la majorité des cas, le SMF évolue spontanément vers la guérison en quelques semaines à quelques mois, ce délai pouvant-être plus court et les résultats améliorés si le diagnostic est précoce, le traitement rapide et la rééducation adaptée.

## Description
L'inflammation neurologique créée par le syndrome de Miller Fisher affecte  donc la base du tronc cérébral, entraînant notamment et surtout un dysfonctionnement plus ou moins marqué des trois paires de nerfs crâniens oculaires (soit les nerfs III, IV et VI). « Des paralysies du nerf facial [VII] et du nerf bulbaire [XI, aujourd'hui plutôt nommé “nerf spinal accessoire”] ont également été décrites ». « Des cas documentés ont été rapportés, cependant, pour la plupart des autres nerfs du crâne ». (Voir Note 1).
Ce syndrome appartient à la famille des polyneuropathies périphériques démyélinisantes acquises, dysimmunitaires aiguës et subaiguës et se présente comme une variante spécifique dite « régionale » du syndrome de Guillain-Barré, au même titre que d'autres variantes comme le syndrome de Bickerstaff.

## Étiologie
L'étiologie du syndrome de Miller Fisher (SMF) — soit les causes et le mécanisme précis de son processus pathologique — n'est pas entièrement élucidée en 2025. Mais le fait qu'il s'agisse d'une affection auto-immune, associée dans la grande majorité des cas à un épisode infectieux (la précédant de quelques jours/semaines, ou concomitant), est aujourd'hui plus qu'une suspicion.

### Contexte et marqueurs
Le plus souvent le SMF survient donc à la suite d'une infection des voies respiratoires supérieures ou d'une infection gastro-intestinale. Et il est alors associé à la présence dans le sang ou  le liquide cérébrospinal (ou céphalo-rachidien) du patient d'anticorps « anti-gangliosides » (principalement des auto-anticorps « anti-GQ1b », un des constituants de la myéline),,. Ces « auto-anticorps (auto-AC) sont des anticorps (AC) dirigés contre les antigènes du soi, c’est-à-dire contre des constituants endogènes physiologiques de nos propres tissus ».
Le SMF est donc typiquement associé à la présence d'auto-anticorps anti-GQ1b (dans 85% à 90% des cas selon les sources) ou plus rarement à des « anti-GT1a », ; parfois ces deux anticorps sont présents ensemble dans les analyses sanguines du patient. Dans un cas (exceptionnel) de SMF récidivant, on a aussi constaté la présence d'anticorps anti-GD1b. Quoi qu'il en soit, le plus souvent « la présence d'anticorps anti-GQ1b dans le sang est hautement spécifique du syndrome de Miller Fisher. La recherche de ces anticorps peut fournir un diagnostic définitif et différencier le SMF d'autres pathologies ».
Mais les anti-GT1a peuvent aussi être trouvés dans les formes encore plus rares de SGB [syndrome de Guillain-Barré] avec présentation oropharyngée, parfois nommé « variant pharyngo-cervico-brachial du syndrome de Guillain-Barré ». 
De même les anticorps anti-GQ1b se retrouvent souvent aussi dans les cas de Rhombencéphalite ou syndrome de Bickerstaff qui est très proche du syndrome de Miller Fisher : donc la présence d'anti-GQ1b ne permet pas de trancher le diagnostic différentiel entre ces deux syndromes,. Leurs tableaux cliniques ayant aussi des ressemblances malgré quelques particularités respectives, ces deux aspects laissent certains chercheurs à penser que les deux syndromes « sont des manifestations variables d'un même spectre clinique ».
En revanche, l'absence d'auto-anticorps ou de protéines dans les examens sanguins ou la ponction lombaire du patient n'exclut pas complètement la maladie, notamment lorsque le tableau clinique est suffisamment parlant et met en évidence la fameuse triade symptomatique typique du SMF (voir ci-dessous la section consacrée aux « symptômes »). Car les anti-GQ1b ou GT1a « ne sont pas présents chez tous les patients, l'IRM cérébrale ne montre généralement rien de significatif et l'électromyographie (EMG) est [quasi] normale ». Surtout si ces examens sont précoces et se situent peu après le début des symptômes. Néanmoins, « les résultats électrophysiologiques les plus cohérents dans le SMF sont une réduction des potentiels d'action nerveuse sensorielle et l'absence de réflexes H », ou « réflexe d'Hoffman » (à ne pas confondre avec le « signe de Hoffmann »).

### Cause probable fréquente
L'hypothèse actuellement retenue est donc que le  Syndrome de Miller Fisher (SMF) — ainsi d'ailleurs que le syndrome de Guillain-Barré (SGB) dont il est une variante rare et le plus souvent moins grave — résultent d'une réponse auto-immune aiguë aberrante à une infection virale ou bactérienne antérieure : par exemple, Campylobacter jejuni, cytomégalovirus, virus d'Epstein-Barr ou virus de l'immunodéficience humaine (VIH). Mais parfois une simple rhino-pharyngite ou trachéite sans gravité ou un syndrome grippal ou une gastro-entérite, ou encore un épisode de COVID-19 peuvent déclencher cette réaction auto-immune. Processus auto-immun, c'est-à-dire que le système immunitaire du patient lui-même attaque ses propres nerfs par ses anticorps à partir d'une ressemblance génétique entre la cellule nerveuse et l'agent pathogène déclencheur initial. « On pense qu'une réaction croisée entre les antigènes du nerf périphérique et les composants microbiens/viraux par mimétisme moléculaire est à l'origine du processus inflammatoire de cette maladie »,.
Environ deux tiers des cas sont précédés de symptômes d'infection des voies respiratoires supérieures ou de diarrhée, et environ 50 % développent une infection après le début des symptômes neurologiques. « Les chercheurs ne comprennent pas complètement le mécanisme précis de la pathogenèse. La réponse immunitaire peut être dirigée vers la myéline ou l'axone du nerf périphérique »,.
Mais il reste donc une minorité importante de cas où l'on ne trouve pas de trace d'infection préalable aux symptômes neurologiques (ou simultanée). On doit alors tenter d'expliquer la désorganisation du système immunitaire par d'autres causes ; ainsi ont été dégagés les facteurs de risque suivants.

### Facteurs de risque
Les autres facteurs de risque parfois associés à la maladie évoquent :
- l'utilisation de certains médicaments ou certaines substances (héroïne, suramine, streptokinase et isotrétinoïne),
- l'utilisation d'un traitement anti-TNF alpha (immunoadhésines ou anticorps monoclonaux),
- d'autres maladies auto-immunes concomitantes (lupus systémique, maladie de Hodgkin et sarcoïdose),
- ou encore seraient parfois impliquées la chirurgie, l'anesthésie péridurale, la greffe de moelle osseuse et certaines vaccinations[2].

Tous ces éléments étant susceptibles de dérégler ou d'affoler le système immunitaire.

## Symptômes

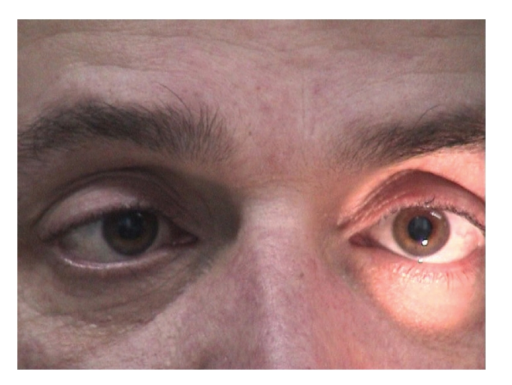
Absence de réflexe pupillaire photomoteur (pas de myosis) : pupilles dilatées bilatéralement avec réponse nulle de rétractation (ou constriction de la pupille) à la lumière lorsque celle-ci est projetée sur l'œil gauche (aréflexie, en plus de l'ophtalmoplégie avec ésotropie droite + diplopie, voir ci-dessus) chez un patient atteint du syndrome de Miller Fisher.

Le syndrome de Miller Fisher est une variante rare et moins grave du syndrome de Guillain-Barré (SGB). Il est caractérisé par ce qu'on appelle une « triade » clinique de symptômes particulièrement significative et assez bien prédictive d'un diagnostic sûr s'ils se présentent ensemble,,, :
- un manque de coordination des mouvements volontaires (ataxie), et une perte d'équilibre pendant la marche ;
- une absence de réflexes (aréflexie), ou à tout le moins une diminution de leur vivacité (hyporéflexie) ; perte ou diminution du réflexe photomoteur ou pupillaire : les pupilles des yeux du patient restent dilatées, même à la lumière ;
- une paralysie des muscles moteurs des yeux (ophtalmoplégie), ou seulement parfois une « ophtalmoparésie »[5],[11] (perte partielle des capacités motrices de l’œil), l'une et l'autre entrainant principalement une vision double (diplopie)[12] assez invalidante.

Les types de symptômes et leur variété d'accentuation dépendent surtout de quel nerf crânien est affecté (voir Note 1), et leur intensité dépend de l'ampleur de l'inflammation neurale provoquée par la réaction auto-immune sur chacun des nerfs plus ou moins touchés.
L'évolution est, en règle générale, favorable et sans séquelle. Dans la plupart des cas, le rétablissement commence 2 à 4 semaines après le début des symptômes, et est pratiquement complet dans les 6 mois. Cependant certains individus peuvent conserver des déficits résiduels et dans moins de 3 % des cas il y a un risque de rechute.
Il semble être plus fréquent au Japon et à Taiwan.

## Traitement
Le traitement est essentiellement symptomatique, l'administration d'immunoglobulines ou la mise sous échange plasmatique ne semblant pas influencer l'évolution (contrairement au syndrome de Guillain-Barré).
Néanmoins en 2025, lorsque le diagnostic est fermement posé et les symptômes nets, donc lorsque l'atteinte est importante (incapacité à marcher ou ophtalmoplégie complète) la perfusion intraveineuse d'immunoglobulines — c'est-à-dire en l'occurrence d'anticorps neutres (IVIG) pour moduler la réponse immunitaire, enrayer le processus auto-immun et pour aider le corps à se débarrasser des protéines (anticorps) qui endommagent les nerfs — reste de règle.

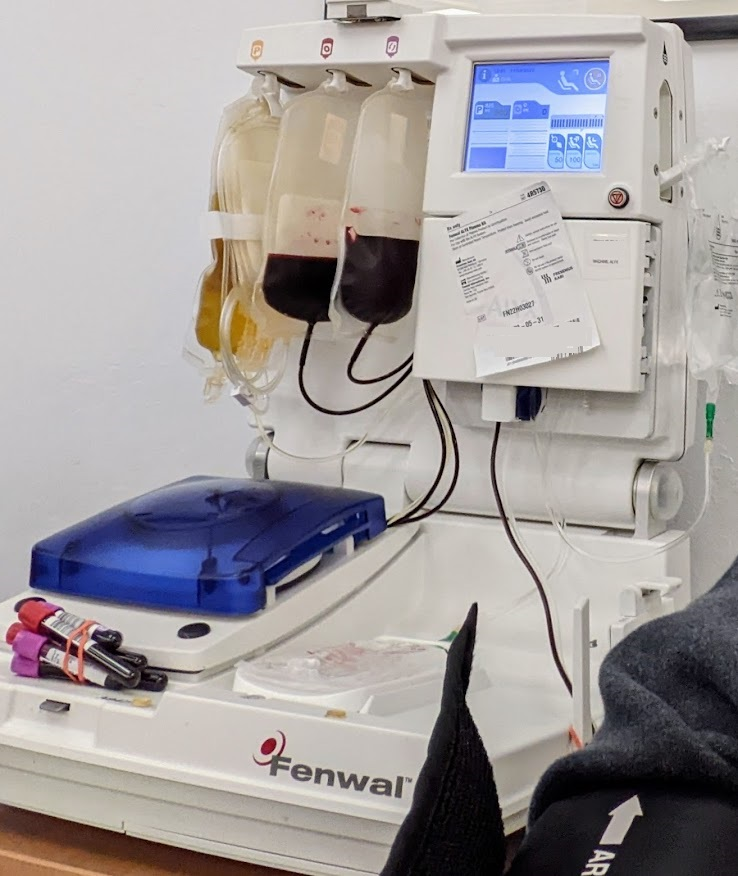
Une machine Fenwal Erythrophérèse utilisée pour la plasmaphérèse.

Et cela déjà à titre conservatoire dans le but d'éviter une aggravation éventuelle, notamment l'évolution vers une insuffisance respiratoire : celle-ci, très rare, a été rapportée chez des patients atteints d'un Syndrome de Miller Fisher associé à d'autres formes du Syndrome de Guillain-Barré (on parle alors de « syndrome de chevauchement SMF/SGB »),,.
Si l'insuffisance respiratoire dépasse un certain seuil et devient sévère (« hypercapnie PaCO2 supérieure à 48 mm Hg, l'hypoxémie PaO2 inférieure à 56 mm Hg à l'air ambiant » : trop de gaz carbonique et pas assez d'oxygène dans le sang), et s'il y a apparition de dysphagie (trouble de la déglutition), si donc les nerfs qui commandent ces actions vitales semblent touchés, en plus de l'admission du patient en unité de soins intensifs (pour assistance respiratoire et autres), le traitement par plasmaphérèse (échange plasmatique), plus lourd que l'injection d'immunoglobulines, reste de rigueur : une machine pompe le sang du corps et élimine les protéines attaquant le système nerveux, puis elle réinjecte le sang purifié,,.
Mais il s'agit là d'une complication très rare d'une maladie elle-même très rare. En revanche, une guérison spontanée et une rémission totale ne sont « pas rares dans les cas plus bénins », « même si la durée peut varier. Un diagnostic précoce et un traitement rapide sont des facteurs clés pour améliorer les résultats ».

## Historique

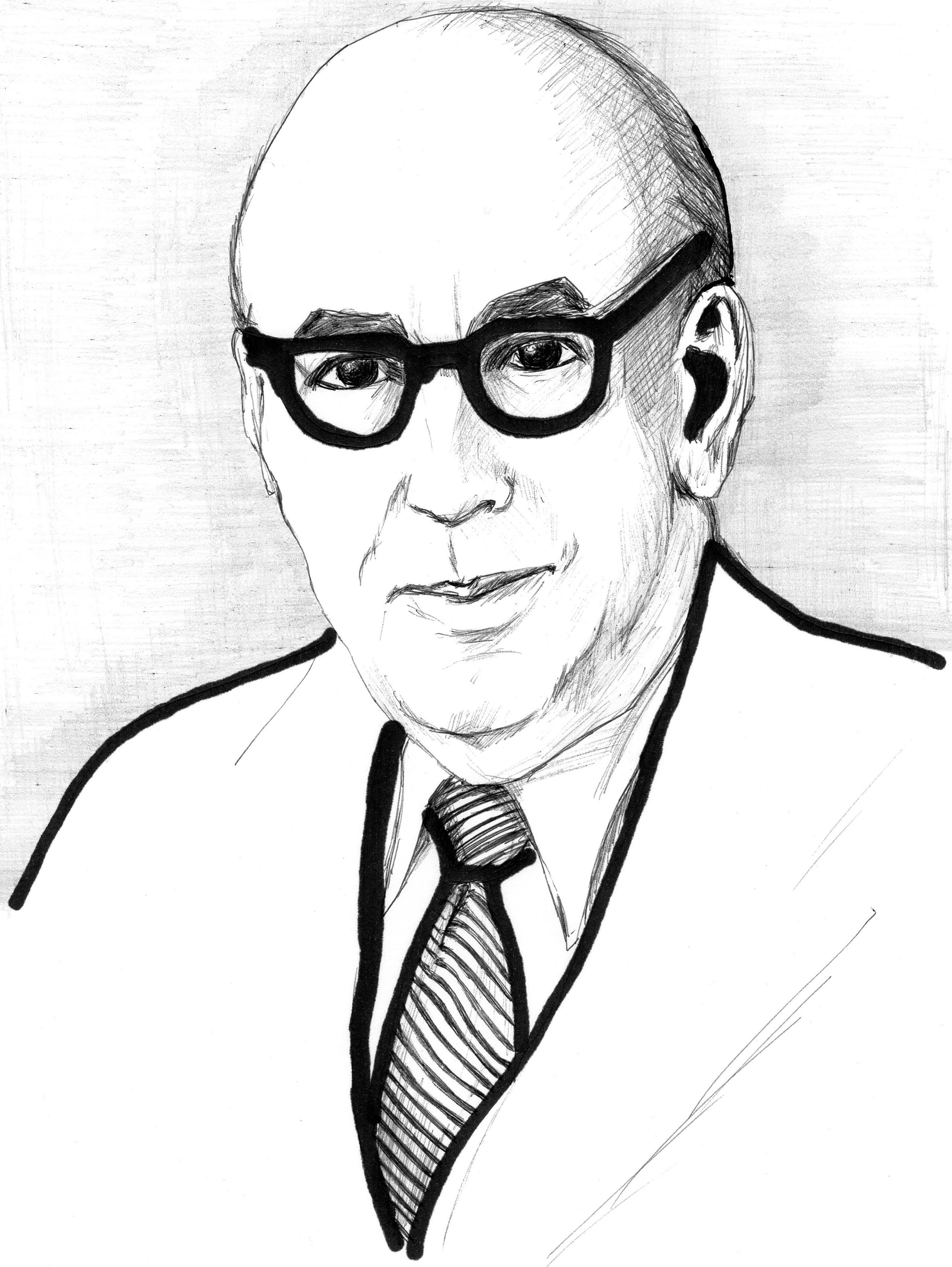
Charles Miller Fisher

Le syndrome de Miller Fisher a reçu ce nom en l'honneur du neurologue canadien Charles Miller Fisher qui le définit en 1956, à partir de 3 observations, par la triade clinique ophtalmoplégie - ataxie - aréflexie. Cette « variante crânienne du SGB (syndrome de Guillain-Barré) » avait déjà été observée avant lui, mais de manière moins documentée, par d'autres cliniciens, notamment en 1932 par le neurologue anglais James Collier. Miller Fisher attribue lui-même à ce dernier l'antériorité d'un cas rapporté en ces termes : « There can be little doubt that Collier was referring to the same case as those reported above. However, he did not enter into any more complete description of the illness than that just quoted, and apparently the occurence of ataxia was not noted » (« il y a peu de doute que Collier fait référence à un cas identique à ceux décrits ci-dessus. Toutefois, il n'entre pas dans une description plus complète qu'une simple mention et apparemment il n'est pas noté d'ataxie »).